# Eduard Carbonell i Esteller
Eduard Carbonell i Esteller (Barcelona, 1946 - 18 d'agost de 2025) fou catedràtic en història de l'art especialitzat en patrimoni cultural i museologia, i  vicepresident de la Junta de Museus de Catalunya. Anteriorment fou director del Museu Nacional d'Art de Catalunya, entre 1994 i 2005.

## Biografia
Va estudiar Filosofia i Lletres a la Universitat de Barcelona i a la Universitat Complutense de Madrid. Va marxar a Itàlia per ampliar els estudis i posteriorment es va doctorar en Història de l'Art per la Universitat de Barcelona.
Durant 16 anys va ser professor de la UAB. És catedràtic d'Història de l'Art Medieval de la Universitat de Girona i de la UAB. Entre 1988 i 1994 fou director general del Patrimoni Cultural de la Generalitat de Catalunya. Va participar en la creació de la Llei de museus de 1990 (17/1990) i en la concepció teòrica del Mnac, el qual concebé com un museu d'història de l'art que fos un ens públic subjecte al dret privat. Fou un dels responsables d'una exposició molt rellevant sobre l'obra de Caravaggio, amb 12 obres seves, que va tenir lloc al mateix Mnac el 2005. Des de 2006 és el responsable d'un màster oficial en Gestió del Patrimoni local de la Universitat de Girona.

## Publicacions destacades
- 1981- L'ornamentació a la pintura romànica catalana, vol. I (tesi doctoral). Barcelona: Artestudi
- 1997- Les arts del romànic, Tresors medievals del Museu Nacional d'Art de Catalunya
- 1999- L'arquitectura religiosa a la Catalunya del segle IX al X, Catalunya a l'època Carolíngia. Art i cultura abans del Romànic
- 2001- El Mediterráneo y el Arte. De Mahoma a Carlomagno (diversos autors). Jaca Book
- 2005- Reflexiones en torno a los museos, hoy, article en la Revista del Ministerio de Cultura[3]